# I-13 (sous-marin)
Le I-13 (イ-13) est un croiseur sous-marin japonais de Type Junsen A Mod.2 (classe I-13) (巡潜甲型改二（伊十三型), Junsen Kō-gata Kai-2 (I-13-gata)), ou simplement du Type A Mod.2, construit durant la Seconde Guerre mondiale pour la Marine impériale japonaise.

## Construction
Construit par Kawasaki Shipbuilding Corporation à Kobe au Japon, le I-13 a été mis sur cale le 4 février 1943 sous le nom de Sous-marin n°621. Le 1er octobre 1943, il est renommé I-13 et provisoirement rattaché au district naval de Sasebo. Il a été lancé le 30 novembre 1943. Il a été achevé et mis en service le 16 décembre 1944 et rattaché au district naval de Sasebo. Le Capitaine Ohashi Katsuo est le commandant du sous-marin.

## Description
Les sous-marins de type A Mod.2 étaient une variante du type A, lui-même dérivé de la précédente classe J3 avec un rayon d'action supérieur, une meilleure installation des appareils. Les installations de commandement ont été remplacées par un hangar à avions agrandi, équipé d'une paire d'hydravions bombardiers Aichi M6A1. Les sous-marins mesuraient 113,7 mètres de long, avaient une largeur de 11,7 mètres et un tirant d'eau de 5,9 mètres. Ils avaient une profondeur de plongée de 100 mètres[2].Il déplaçait 2 662 tonnes en surface et 4 838 tonnes en immersion. Le sous-marin mesurait 113,7 mètres de long, avait une largeur de 11,7 mètres et un tirant d'eau de 5,89 mètres. Ils possédait une profondeur de plongée de 100 mètres.
Pour la navigation de surface, les sous-marins étaient propulsé par deux moteurs diesel de 2 350 chevaux (1 730 kW), chacun entraînant un arbre d'hélice. En immersion, chaque hélice était entraînée par un moteur électrique de 300 chevaux-vapeur (220 kW). Il pouvait atteindre 16,7 nœuds (31 km/h) en surface et 5,5 nœuds (10 km/h) sous l'eau. En surface, les A Mod.1 avaient une portée de 21 000 milles nautiques (38 900 km) à 16 noeuds (30 km/h); en immersion, il avait une portée de 60 milles marins (110 km) à 3 noeuds (5,6 km/h).
Les sous-marins étaient armés de 6 tubes torpilles de 53,3 cm à l'avant et transportaient un total de 12 torpilles type 95. Il était également armé d'un seul canon de pont de 140 mm/40 et de deux canons antiaériens jumeaux de 25 mm Type 96.
Contrairement à la classe J3, le hangar à avions est intégré à la tour de contrôle et fait face à l'avant; les positions du canon de pont et de la catapulte ont été échangées afin que l'avion puisse utiliser le mouvement avant du navire pour compléter la vitesse communiquée par la catapulte.

## Histoire de service
Le I-13 est mis en service le 316 mai 1942 et rattaché au district naval de Sasebo. Il est assigné au 1re division de sous-marins de la 6e Flotte avec les sous-marins I-14, I-400 et I-401
Le I-13 n'a pas eu d'intervention notable. En janvier 1945, il a mené des missions d'entraînement à la lutte anti-sous-marine pour les équipages des destroyers Kamikaze et Nokaze. Le 19 mars, il a survécu à une attaque aérienne massive des avions de la Task Force 58 sur la base navale de Kure. Il a dû faire une plongée d'urgence.
En juin, l'opération Arashi, une attaque sur la base américaine d'Ulithi, a été préparée. Dans le cadre d'une mission combinée de tous les sous-marins classe Type A modifié et de classe I-400, les premiers transporteraient l'avion de reconnaissance à long rayon d'action Nakajima C6N1 démantelé jusqu'à Truk, d'où ils effectueraient l'observation nécessaire à l'attaque des Aichi M6A transportée par les géants I-400.
Le I-13 a été coulé en route vers Truk par l'attaque combinée du porte-avions USS Anzio et du destroyer USS Lawrence C. Taylor le 16 juillet 1945 à la position géographique de 34° 28′ N, 150° 55′ E, sans aucun survivant. Compte tenu de la perte de 140 membres d'équipage, le naufrage d'un sous-marin de la marine impériale japonaise a fait plus de victimes.